# Slowakische Badmintonmeisterschaft 1988
Die Slowakische Badmintonmeisterschaft 1988 war die 22. offizielle Auflage der Titelkämpfe im Badminton in der Slowakei. Sie fand vom 16. bis zum 17. April 1988 in Bratislava statt.

## Medaillengewinner
| Disziplin    | Gold                              | Silber                      | Bronze                               |
| ------------ | --------------------------------- | --------------------------- | ------------------------------------ |
| Herreneinzel | Igor Novák                        | Juraj Brestovský            | Juraj Lenárt                         |
| Herreneinzel | Igor Novák                        | Juraj Brestovský            | Ľubomír Čechovský                    |
| Dameneinzel  | Ľuba Hanzušová                    | Svetlana Mydlíková          | Eva Matyusová                        |
| Dameneinzel  | Ľuba Hanzušová                    | Svetlana Mydlíková          | Jana Bérešová                        |
| Herrendoppel | Juraj Lenárt Ľubomír Čechovský    | Igor Novák Juraj Brestovský | Eugen Mešťánek Juraj Celler          |
| Herrendoppel | Juraj Lenárt Ľubomír Čechovský    | Igor Novák Juraj Brestovský | Dušan Sládek Róbert Ježo             |
| Damendoppel  | Eva Matyusová Svetlana Mydlíková  | Ľuba Hanzušová Ľuba Sliacka | Adriana Bednáriková Hana Chrastinová |
| Damendoppel  | Eva Matyusová Svetlana Mydlíková  | Ľuba Hanzušová Ľuba Sliacka | Dana Špirková Dana Horváthová        |
| Mixed        | Ľubomír Schmidtmayer Ľuba Sliacka | Dušan Mošon Ľuba Hanzušová  | Eugen Mešťánek Mária Holobradá       |
| Mixed        | Ľubomír Schmidtmayer Ľuba Sliacka | Dušan Mošon Ľuba Hanzušová  | Michal Kusko Dana Horváthová         |